# Навчально-науковий центр професійно-технічної освіти НАПН України
Навчально-науковий центр професійно-технічної освіти НАПН України — структурний підрозділ Національної академії педагогічних наук України з підготовки, перепідготовки й підвищення кваліфікації спеціалістів в сфері послуг, а також експериментальної перевірки результатів досліджень з проблем педагогіки і психології в галузі професійної освіти.

## Історія
Центр було створено у відповідності до Постанови Кабінету Міністрів № 420 від 6 травня 2001 року «Про створення Навчально-наукового центру професійно-технічної освіти» на базі Міжрегіонального центру підготовки та перепідготовки спеціалістів автосервісу. Наказом № 69 від 2 вересня 2010 р. його було перейменовано в Навчально-науковий центр професійно-технічної освіти Національної академії педагогічних наук України.

## Навчально-наукова діяльність
Центр є першим навчально-науковим закладом в структурі Національної академії педагогічних наук України, метою діяльності якого є:
- формування національного висококваліфікованого кадрового потенціалу для сфери послуг шляхом надання середньої та вищої освіти (у межах акредитації), підвищення кваліфікації та фахової перепідготовки;
- виховання гармонійно розвиненої та національно свідомої особистості;
- проведення прикладних наукових досліджень та експериментальна перевірка розроблюваних Академією педагогічних наук програм, проектів, прогнозів, різноманітних засобів і технологій для науково-методичного забезпечення потреб професійно-технічної освіти.

Об'єктом діяльності Центру є система середньої та вищої професійно-технічної освіти у сфері послуг, предметом діяльності — теорія і практика надання професійно-технічної освіти з опорою на національний і світовий досвід та наукові результати Національної академії педагогічних наук України. Досягнення головної мети, у межах визначених об'єкта та предмета, забезпечується шляхом упровадження таких видів діяльності:
- освітньо-професійна;
- науково-дослідна;
- науково-виробнича;
- спортивно-виховна;
- видавнича;
- торговельна.